# Риџвеј (Пенсилванија)
Риџвеј (енгл. Ridgway) град је у америчкој савезној држави Пенсилванија.

## Демографија
По попису из 2010. године број становника је 4.078, што је 513 (-11,2%) становника мање него 2000. године.
| Група             | 2000.         | 2010.         |
| Белци             | 4.504 (98,1%) | 3.969 (97,3%) |
| Афроамериканци    | 8 (0,2%)      | 24 (0,6%)     |
| Азијати           | 32 (0,7%)     | 26 (0,6%)     |
| Хиспаноамериканци | 24 (0,5%)     | 23 (0,6%)     |
| Укупно            | 4.591         | 4.078         |